# Sphyrocoris obliquus
Sphyrocoris obliquus är en insektsart som först beskrevs av Ernst Friedrich Germar 1839.  Sphyrocoris obliquus ingår i släktet Sphyrocoris och familjen sköldskinnbaggar. Inga underarter finns listade i Catalogue of Life.